# Cetotherium
A Cetotherium az emlősök (Mammalia) osztályának párosujjú patások (Artiodactyla) rendjébe, ezen belül a Cetotheriidae családjába tartozó fosszilis nem.

## Megjelenése
A Cetotherium mérete körülbelül 4,5 méter volt.

## A Cetotherium ragadozói
Az állatra főként az óriásfogú cápa (C. megalodon) és a Livyatan melvillei vadászott, de lehet, hogy az óriásfogú cápánál jóval kisebb, fehér cápa (Carcharodon carcharias) is veszélyt jelentett számára.

## Rendszerezés
A nembe az alábbi 4 faj tartozik:
- Cetotherium crassangulum Cope, 1895
- Cetotherium furlongi Kellogg, 1925 - kora miocén, Kalifornia; meglehet, hogy nem Cetotherium[2][3]
- Cetotherium rathkii Brandt, 1843 - típusfaj
- Cetotherium riabinini Hofstein, 1948

### Fordítás
- Ez a szócikk részben vagy egészben  a   Cetotherium című angol Wikipédia-szócikk ezen változatának fordításán alapul.  Az eredeti cikk szerkesztőit annak laptörténete sorolja fel. Ez a jelzés csupán a megfogalmazás eredetét és a szerzői jogokat jelzi, nem szolgál a cikkben szereplő információk forrásmegjelöléseként.